# الفصل الثاني من دستور جنوب إفريقيا

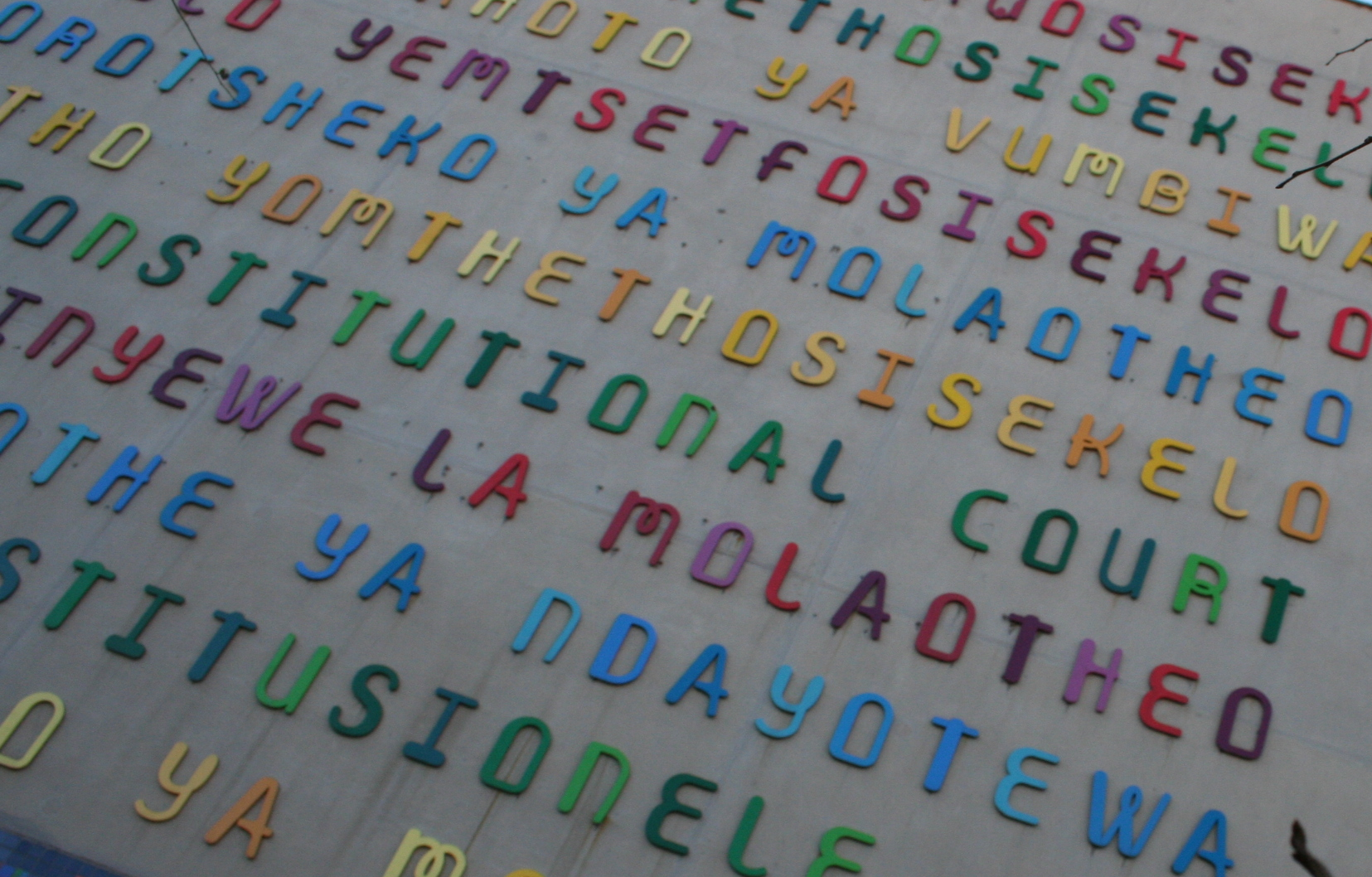

يحتوي الفصل الثاني من دستور جنوب أفريقيا على وثيقة الحقوق، وهو ميثاق حقوق الإنسان الذي يحمي الحقوق المدنية والسياسية والاجتماعية والاقتصادية لجميع الناس في جنوب أفريقيا. تنطبق الحقوق الواردة في الوثيقة على جميع القوانين، بما في ذلك القانون العام، وتُلزِم جميع فروع الحكومة، بما في ذلك السلطة التنفيذية الوطنية والبرلمان والسلطة القضائية وحكومات المقاطعات والمجالس البلدية. كما تنطبق بعض الأحكام، مثل تلك التي تحظر التمييز غير العادل، على تصرفات الأشخاص العاديين.
وقد وردت أول وثيقة حقوق في جنوب أفريقيا في الفصل الثالث من الدستور الانتقالي لعام 1993، الذي تم إعداده كجزء من المفاوضات لإنهاء الفصل العنصري. وكانت «وثيقة الحقوق المؤقتة» هذه، التي دخلت حيز التنفيذ في 27 أبريل 1994 (تاريخ أول انتخابات غير عنصرية)، مقصورة إلى حد كبير على الحقوق المدنية والسياسية (الحقوق السلبية). وأبقت وثيقة الحقوق الحالية، التي حلت محلها في 4 فبراير 1997 (تاريخ بدء الدستور النهائي)، جميع هذه الحقوق وأضفت عدداً من الحقوق الاقتصادية والاجتماعية والثقافية الإيجابية الجديدة.

## وصلات خارجة
- Bill of Rights – Government of South Africa